# Ledoux (éditeur)
Pour les articles homonymes, voir Ledoux.
Ledoux est une maison d'édition française fondée en 1816 à Paris.

## Histoire
François Étienne Ledoux (Paris, v. 1780-Id. 1838) obtient son brevet de libraire, associé à Noël Tenré en 1816. L'entreprise est alors située rue Guénégaud à Paris. En janvier 1820, son brevet est suspendu lorsque est découvert chez Tenré des œuvres jugées obscènes. En 1830, il est rejoint à la direction de l'entreprise par son fils Abel qui, en 1838, lui succède. Abel Ledoux transfère la librairie rue des Bons-Enfants. L'entreprise semble perdurer jusqu'en 1848.
Ledoux est connu pour avoir été l'éditeur d'Honoré de Balzac.
Jules Verne mentionne les éditions Ledoux dans le chapitre XVI de son roman Paris au XXe siècle.